# Archipiélago de Santana
El archipiélago de Santana (en portugués: Arquipélago de Santana y antiguamente Arquipélago de Sant'Ana) es un archipiélago brasileño que se compone de tres islas en el océano Atlántico, frente a las costas de Río de Janeiro, a 8 km de la costa de la ciudad de Macaé. Las tres islas del archipiélago son las siguientes: la isla de Santana (Ilha de Sant'Anna), la isla del Francés (Ilha do Francês) y el islote Sur (Ilhote Sul). La isla principal abarca aproximadamente 115 hectáreas, mientras que las dos islas restantes juntas abarcan poco más de 75 hectáreas. El archipiélago fue descubierto por el almirante Borja de Medeiros. 
La localidad más cercana al archipiélago es Macaé, una ciudad a ciento ochenta kilómetros de la capital del estado, accesible por las carreteras BR-101 o RJ-168. Desde Macaé, también se puede acceder a las islas en embarcaciones alquiladas en el mercado municipal o en el Club Náutico de la ciudad.
Considerado un santuario ecológico, el archipiélago alberga colonias de gaviotas y otras especies de aves que migran desde Norteamérica durante el invierno. En la isla principal, en Santana, se encuentra una base de la Marina de Brasil, donde un antiguo faro, construido en 1901, aún sigue en funcionamiento.
Por tener una base de la Marina, las islas sólo pueden ser visitadas con autorización previa de la Capitanía Portuaria de Río de Janeiro.